# Faustzahlen
Die Publikation Faustzahlen ist seit 1941 eines der Standardwerke für produktionstechnische, betriebswirtschaftliche und unternehmerische Kenndaten für die Landwirtschaft und den Gartenbau im deutschsprachigen Raum. Seit 2005 werden sie vom Kuratorium für Technik und Bauwesen in der Landwirtschaft e.V. (KTBL) in Zusammenarbeit mit YARA GmbH & Co. KG herausgegeben.

## Inhalt
Das Buch bietet Richtzahlen bedeutsamer landwirtschaftlicher Produktionsverfahren. Zielgruppe der Faustzahlen sind Praktiker, Auszubildende und Studierende sowie Berater und Beschäftigte der vor- und nachgelagerten Branchen. Das Buch dient als Nachschlagewerk.
Eine Faustzahl ist nach Angaben des Herausgebers eine über den Daumen geschätzte Überschlagszahl. Sie reduziert auf wesentliche Aspekte und soll für viele Situationen zutreffend sein. In jedem Fall soll sie ein einprägsamer und glaubwürdiger, weil durch Expertenwissen gestützter, Richtwert sein. Sie entspricht demnach eher einem Erfahrungswert als einem statistisch abgesicherten Datum. Eine Faustzahl kann sowohl quantitativ als auch qualitativ ausgedrückt werden.
Der Schwerpunkt der Faustzahlen für die Landwirtschaft liegt auf der Produktionstechnik in Pflanzenbau und Tierhaltung. Der Pflanzenbau schließt den Freilandgemüsebau, den Obstbau, den Weinbau sowie die Erzeugung erneuerbarer Energien und nachwachsender Rohstoffe mit ein. Statistische und betriebswirtschaftliche Daten sowie Informationen zur Umwelt, Produktverarbeitung und Direktvermarktung rund das Angebot ab.
2015 sind erstmals die Faustzahlen für den Ökologischen Landbau erschienen. Sie gewähren einen Einblick in die besonderen Bedingungen des Ökolandbaus, vor allem in seine kosten- und Leistungsstrukturen, aber auch in seiner Möglichkeiten mit Herausforderungen umzugehen, z. B. der Nährstoffversorgung oder dem Unkrautdruck.
Seit 2013 gibt es die Faustzahlen Biogas. Sie bilden den gesamten Prozess der Biogaserzeugung und -verwertung ab. Dabei werden Technik und Funktionsweise von Biogasanlagen und dessen Komponenten ebenso erklärt wie u. a. die Logistik der Substratbereitstellung oder die Verfahren zur Gärrestaufbereitung. Auch die unterschiedlichen Möglichkeiten der Wärmeverwertung werden aus technischer sowie ökonomischer Sicht betrachtet. Anhand von Modellanlagen werden die Wirtschaftlichkeit von landwirtschaftlichen Biogasanlagen betrachtet und die ökologischen Effekte der Biogasproduktion und -nutzung dargestellt.

## Geschichte
Die erste Auflage der Faustzahlen wurden von der Deutschen Ammoniak-Verkaufs-Vereinigung (DAVV) als firmeninternes Buch zur Förderung des Absatzes von Mineraldünger veröffentlicht. Die DAVV wollte ihren Beratungsstellen und fachlichen Mitarbeitern mit den Daten die Arbeit bei der Betreuung der landwirtschaftlichen Betriebe vereinfachen. Im Vorwort zur 1. Auflage wird der besondere Charakter des Formates bereits betont: „Diese Fausztahlen sind (…) sind nicht als feststehende Zahlen anzusehen, sondern nur als Anhaltspunkte für die schnelle Beurteilung eines Betriebes und als Hilfe bei der Beratung. Sie sind Gedächtnisstützen (…).“
Der Kreis der Adressaten wurden dann bereits mit der 2. Auflage 1948 erweitert. Das Buch richtet sich seitdem auch an die Berufsberatung und die Praxis. Persönliche Exemplare wurden von den Mitarbeitern, der nach dem Krieg in Kohlenwertstoff-AG umbenannten Firma, auch an Kunden überreicht. Herausgeber war die Deutsche Ammoniak-Vertrieb (DAV) – ein Teil der Kohlenwertstoff-AG.
Der Versuch eine eigene Reihe zum Gartenbau zu etablieren, wurde nach der ersten Auflage der Faustzahlen für den Gartenbau 1963 wieder eingestellt. Der Gartenbau wurde ab 1978 mit der Landwirtschaft in den Faustzahlen für Landwirtschaft und Gartenbau zusammengeführt.
Seit 2005 regelt ein Vertrag zwischen dem Kuratorium für Technik und Bauwesen in der Landwirtschaft e.V. (KTBL) und der YARA GmbH & Co. KG als Rechtsnachfolgerin der DAVV die gemeinsame Herausgeberschaft. Seitdem sind vom KTBL als Einzelherausgeber auch die Sonderformate für den Ökologischen Landbau und Biogas erschienen.

## Auflagen
| Auflagen-Nr. | Ausgabejahr | Titel                                            | Herausgeber                                                                                                | Ort       | Seiten- zahl |
| ------------ | ----------- | ------------------------------------------------ | --- | --------- | ------------ |
| 1            | 1941        | Faustzahlen für die Landwirtschaft               | Dt. Ammoniak-Verkaufs-Vereinigung (DAVV)                                                                   | Berlin    |              |
| 2            | 1948        | Faustzahlen für die Landwirtschaft               | Dt. Ammoniak-Vertrieb (DAV)                                                                                | Bochum    | 188          |
| 3            | 1951        | Faustzahlen für die Landwirtschaft               | Dt. Ammoniak-Vertrieb (DAV)                                                                                | Bochum    | 344          |
| 4            | 1957        | Faustzahlen für die Landwirtschaft               | Ruhr-Stickstoff Aktiengesellschaft                                                                         | Bochum    | 399          |
| 5            | 1963        | Faustzahlen für die Landwirtschaft               | Ruhr-Stickstoff Aktiengesellschaft                                                                         | Bochum    | 400          |
| 6            | 1970        | Faustzahlen für die Landwirtschaft               | Ruhr-Stickstoff Aktiengesellschaft                                                                         | Bochum    | 409          |
| 7            | 1974        | Faustzahlen für die Landwirtschaft               | Ruhr-Stickstoff Aktiengesellschaft                                                                         | Bochum    | 453          |
| 8            | 1978        | Faustzahlen für Landwirtschaft und Gartenbau     | Ruhr-Stickstoff Aktiengesellschaft                                                                         | Bochum    | 581          |
| 9            | 1980        | Faustzahlen für Landwirtschaft und Gartenbau     | Ruhr-Stickstoff Aktiengesellschaft                                                                         | Bochum    | 582          |
| 10           | 1983 / 1985 | Faustzahlen für Landwirtschaft und Gartenbau     | Ruhr-Stickstoff Aktiengesellschaft                                                                         | Bochum    | 584          |
| 11           | 1988        | Faustzahlen für Landwirtschaft und Gartenbau     | Ruhr-Stickstoff Aktiengesellschaft                                                                         | Bochum    | 587          |
| 12           | 1993        | Faustzahlen für die Landwirtschaft und Gartenbau | Hydro Agri Dülmen GmbH                                                                                     | Dülmen    | 624          |
| 13           | 2005        | Faustzahlen für die Landwirtschaft               | Kuratorium für Technik und Bauwesen in der Landwirtschaft e.V. (KTBL) in Kooperation mit YARA GmbH & Co.KG | Darmstadt | 1.097        |
| 14           | 2009        | Faustzahlen für die Landwirtschaft               | Kuratorium für Technik und Bauwesen in der Landwirtschaft e.V. (KTBL) in Kooperation mit YARA GmbH & Co.KG | Darmstadt | 1.180        |
| 15           | 2018        | Faustzahlen für die Landwirtschaft               | Kuratorium für Technik und Bauwesen in der Landwirtschaft e.V. (KTBL) in Kooperation mit YARA GmbH & Co.KG | Darmstadt | 1.286        |

| Auflagen-Nr. | Auflagejahr | Titel                                    | Herausgeber                                                           | Ort       | Seiten- zahl |
| ------------ | ----------- | ---------------------------------------- | --------------------------------------------------------------------- | --------- | ------------ |
| 1            | 1963        | Faustzahlen für den Gartenbau            | Kuratorium für Technik und Bauwesen in der Landwirtschaft e.V. (KTBL) | Darmstadt | 293          |
| 1            | 2007        | Faustzahlen Biogas                       | Kuratorium für Technik und Bauwesen in der Landwirtschaft e.V. (KTBL) | Darmstadt | 182          |
| 2            | 2009        | Faustzahlen Biogas                       | Kuratorium für Technik und Bauwesen in der Landwirtschaft e.V. (KTBL) | Darmstadt | 240          |
| 3            | 2013        | Faustzahlen Biogas                       | Kuratorium für Technik und Bauwesen in der Landwirtschaft e.V. (KTBL) | Darmstadt | 360          |
| 1            | 2015        | Faustzahlen für den Ökologischen Landbau | Kuratorium für Technik und Bauwesen in der Landwirtschaft e.V. (KTBL) | Darmstadt | 757          |